# クリイロスズメ
クリイロスズメ（学名:Passer eminibey）は、スズメ目スズメ科に分類される鳥類。

## 分布
中央アフリカ

## 生態
乾燥したサバナに分布する。